# Municipio de Lincoln (condado de Clark, Dakota del Sur)
El municipio de Lincoln (en inglés: Lincoln Township) es un municipio ubicado en el condado de Clark en el estado estadounidense de Dakota del Sur. En el año 2010 tenía una población de 94 habitantes y una densidad poblacional de 1,03 personas por km².

## Geografía
El municipio de Lincoln se encuentra ubicado en las coordenadas 44°50′28″N 97°48′22″O / 44.84111, -97.80611. Según la Oficina del Censo de los Estados Unidos, el municipio tiene una superficie total de 91.04 km², de la cual 90,82 km² corresponden a tierra firme y (0,25 %) 0,23 km² es agua.

## Demografía
Según el censo de 2010, había 94 personas residiendo en el municipio de Lincoln. La densidad de población era de 1,03 hab./km². De los 94 habitantes, el municipio de Lincoln estaba compuesto por el 95,74 % blancos y el 4,26 % eran de una mezcla de razas. Del total de la población el 0 % eran hispanos o latinos de cualquier raza.